# Église de Chemtou
L’église de Chemtou, située à proximité du site antique de Chemtou en Tunisie, est une église catholique construite vers 1904 pendant le protectorat français. Très vite abandonnée à la suite de l’arrêt de l’exploitation de la carrière de marbre, elle est actuellement à l’état de ruine.

## Historique de l’église
L’église de Chemtou dépend de la paroisse de Ghardimaou créée en 1899 et desservie par l’abbé Félix Degoul. Ce dernier a été envoyé dans cette région reculée de Tunisie pour y construire églises et presbytère.
Dépourvu de tout moyen financier, il en est réduit à profiter de l’arrêt des trains en provenance d’Algérie au poste de douane pour quêter dans les wagons et sur le quai de la gare. Il se rend également en France pour y collecter des dons, avec un certain succès puisque les églises de Ghardimaou et Chemtou sont construites vers 1904. Cependant, la fonction de lieu de culte de cette dernière ne dure pas. Édifiée à l’intention des ouvriers chrétiens embauchés sur la carrière de marbre, l’arrêt de l’exploitation du gisement est fatal au bâtiment. Faute de fidèles, l’église est fermée. Dès 1907, elle tombe en ruines.
Toujours aussi démuni, l’abbé Degoul ouvre une épicerie pour tenter de gagner de quoi assurer les réparations mais il meurt en 1909 sans parvenir à ses fins. Ses successeurs se désintéressent de l’église de Chemtou. Ce n’est qu’en mai 1919 que l’abbé Laverdure se rend jusque-là pour juger de l’état de l’édifice. Le bâtiment qu’il découvre a été complètement pillé par les nomades et la toiture est effondrée. L’arrêt de l’exploitation de la carrière rend inutile toute remise en état de l’église.
Surplombant le musée de Chemtou, elle dresse toujours ses ruines pour le plus grand bonheur des photographes.

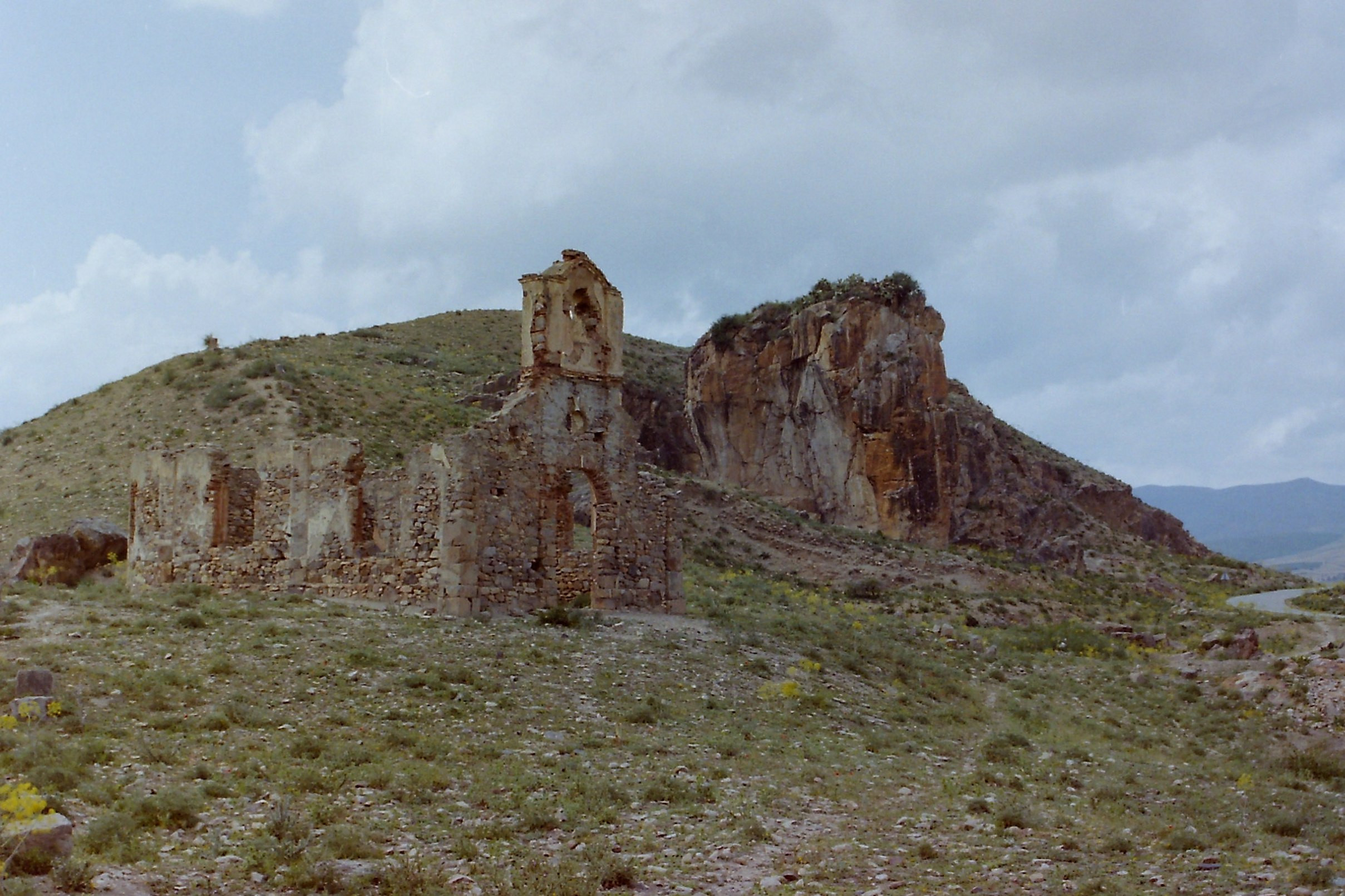
Vue de l'église devant les carrières de marbre
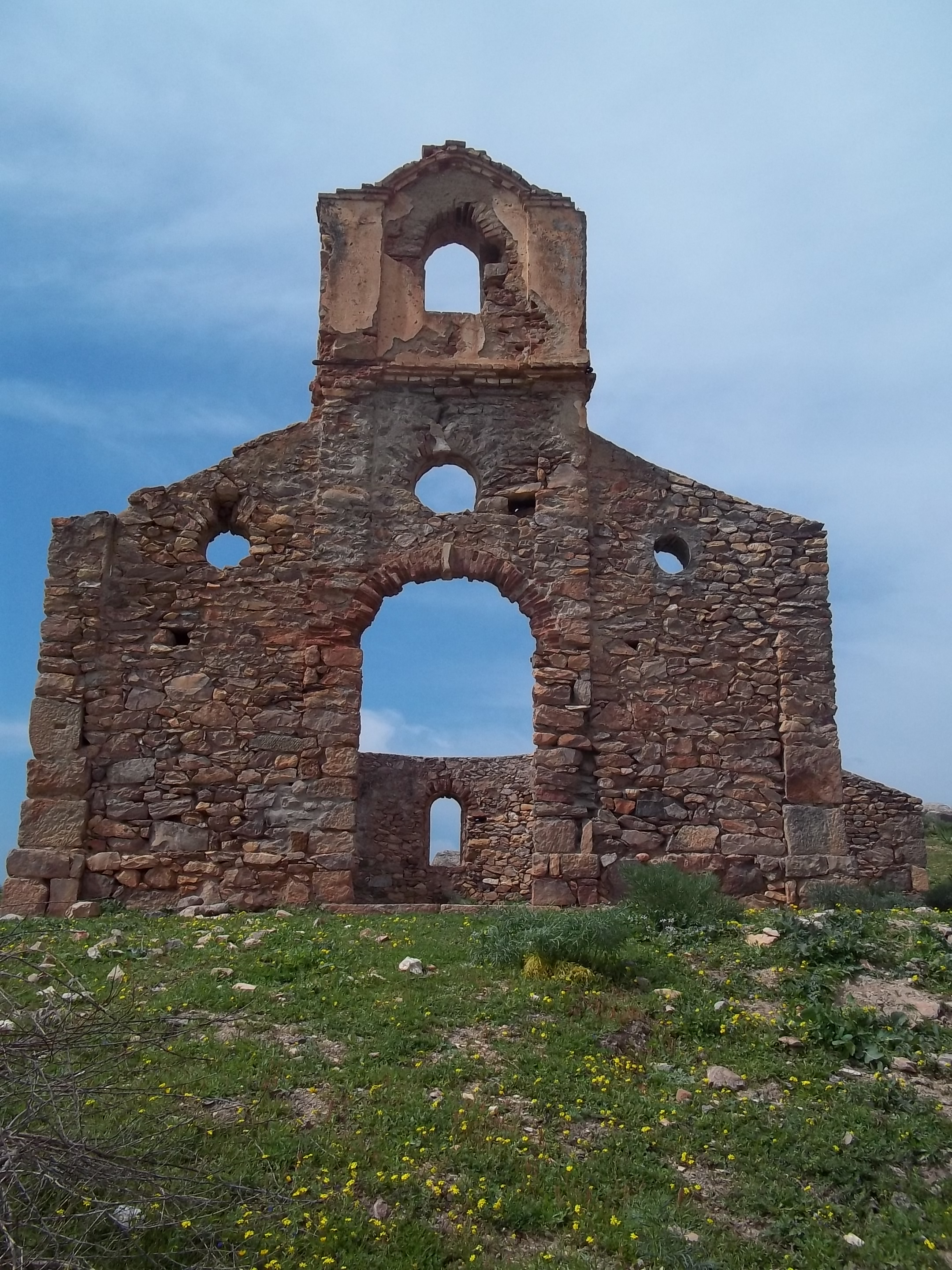
Façade de l'église
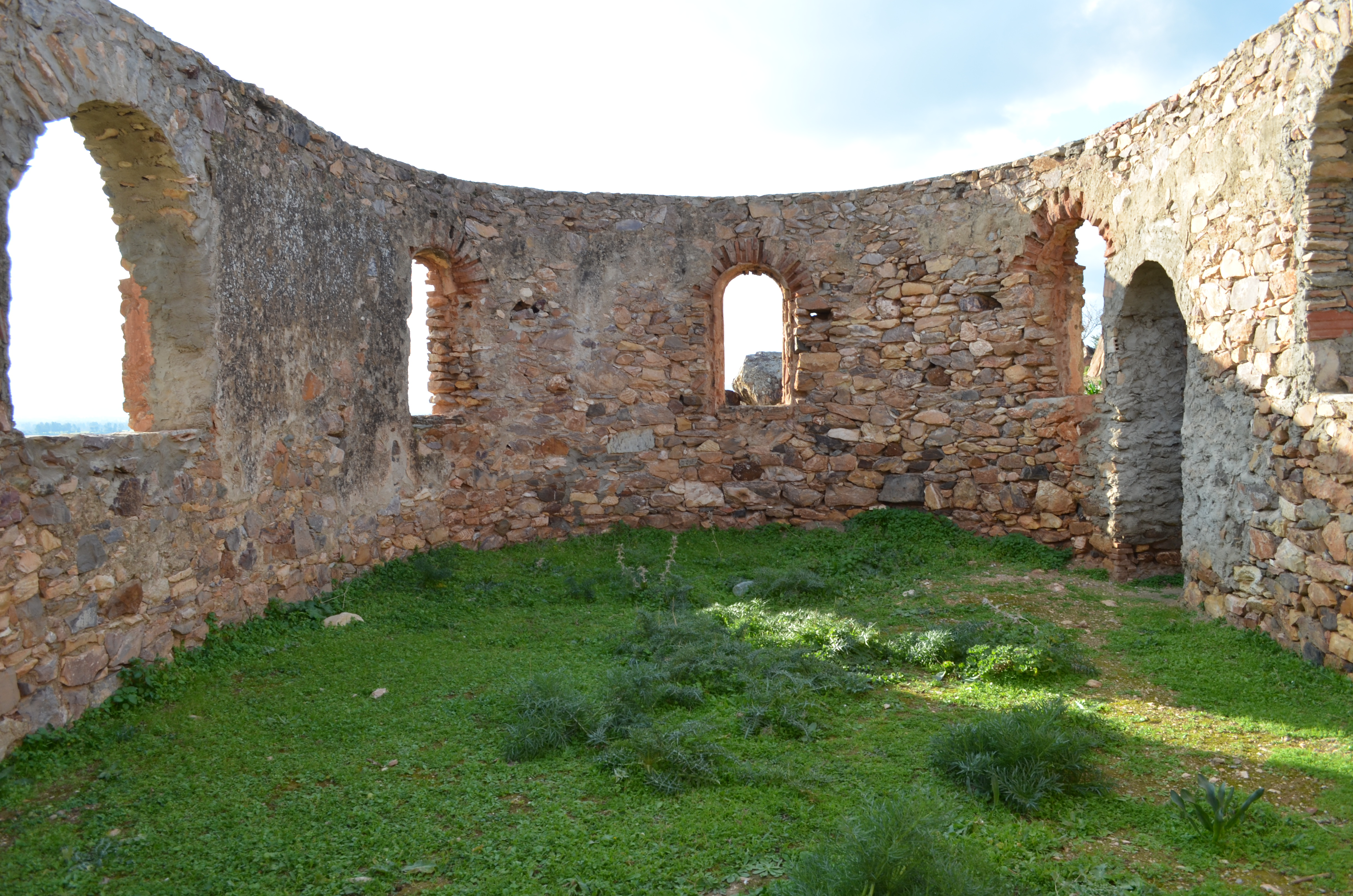
Vestiges des murs